# Jolin Tsai
Jolin Tsai (nombre real en chino: 蔡依林; en Taiwán pinyin: Caiyilin; nacida en Xinzhuang, Taiwán, 15 de septiembre de 1980) es una cantante taiwanesa del género mandopop, muy popular y conocida en toda Asia y en otras partes del mundo.[cita requerida]
Jolin nació el 15 de septiembre de 1980 en Xinzhuang, Taiwán, donde vivió casi toda su vida con su madre de origen chino, su padre y su hermana mayor, hasta que se volvió famosa. Actualmente, ella viaja mucho para hacer sus videos y otras cosas, aunque muchas veces se queda en su país natal con su familia.[cita requerida]
Unas de las razones de que ella sea tan reconocida, además de que es talentosa y tenga una bella voz, es que cantó la canción Warriors In Peace de la exitosa película china Warriors of the Heaven and Earth, que fue vista en casi toda Asia, parte de Europa y Estados Unidos, y actualmente muchas personas de Latinoamérica están comenzando a enterarse de ella. Su canción "Warriors in Peace" se transmitió en el segmento Animedia del antiguo canal Animax.[cita requerida]

## Biografía

### Universal
Su carrera musical empezó en 1998 gracias a sus compañeros de clase, que la animaron a participar en un concurso de la MTV, el cual ganó venciendo a 3000 participantes cantando: "Greatest Love of All", de Whitney Houston. Gracias a eso, fue fichada por Universal Music en marzo de 1999, para lanzar su primer sencillo “Living with the World” (和世界做鄰居), cuya traducción al español es "Viviendo con el mundo", usada como música para un comercial de 7eleven. Desde el principio, su música tuvo un gran éxito de ventas, por lo que no tardó mucho tiempo en lanzar su primer disco, 1019, con el que vendió más de 400.000 copias. Con esto, Jolin fue vista como una fuente de ingresos gracias a su talento y su manejo del inglés, debido a su carrera de estudiante. En el 2000, sacó dos discos: Don't Stop (450.000 copias) y Show Your Love (280.000 copias vendidas). Debido al contrato y a las bajas ventas que iba consiguiendo, el cuarto álbum Lucky Number requirió publicidad, fue el último con Universal y vendió 150.000 copias.[cita requerida]

### Sony
Al finalizar el contrato con Universal, todo el mundo pensaba que Jolin podría descansar, pero ella sorprendió al aparecer como protagonista de un dorama, Hi Working Girl (Hi 上班女郎)" y haciendo el primer photobook con los pensamientos de Jolin y letras que hablaban de su estado de ánimo, The Spirit of Knights (騎士精神)". Tras las disputas contractuales, en el 2002 Jolin fichó con Sony Music, y sacó en el 2003 su quinto álbum (primero con Sony) Magic (看我72變), con el que vendió 360.000 copias solo en Taiwán y se llevó la corona de Top Best-selling en los 15º GMA. En el 2004, lanzaría su sexto disco, Castle (城堡), con 300.000 copias vendidas. En abril del 2005, el nuevo álbum de J-Game obtuvo un récord de liderazgo en cinco semanas. Gracias a su estilo tanto de música como de ropa, Jolin fue considerada un ídolo. En el mismo año, en septiembre, publicó el primer DVD Live J1 Live Concert, aunque en aquel momento el contrato con Sony BMG ya había caducado.[cita requerida]

### Capitol
En febrero del 2006, Jolin firmó con EMI Capitol, y estrenó en los MTV 18º GMA su sencillo "Dancing Diva (舞孃)", y dejó impresionados a millones de espectadores. En mayo, salió el álbum del mismo nombre, y vendió 260.000 copias en Taiwán, y 2 millones de copias en toda Asia. Aparte de la actuación, se llevó el premio a la mejor artista femenina. En septiembre del 2006, coincidiendo con su cumpleaños, inauguró en Hong Kong el J2 (o Dancing Forever), con muchas estrellas invitadas y un buen espectáculo. Esta gira duró hasta el 2009 y recibió el apoyo de más de 50 millones de seguidores por todo el mundo. También se lanzó un miniálbum que contenía canciones nuevas y remixes de su primer álbum con EMI, Dancing Forever (唯舞獨尊). En el 2007, el año en el que Jolin sacó su último álbum en chino junto a EMI, Agent J (特務J), el cual venía acompañado de una película del mismo nombre, rodada en París, Londres y Tailandia, que contaba con la participación de actores famosos como el surcoreano Kim Jae-Won y con los actores de Hong Kong Stephen Fung y Carl Ng. De este último, se desprende la canción que lideró las listas de sencillos en Taiwán, "Sun Will Never Set", y consiguió 340.000 votantes. El álbum vendió 240.000 copias y gracias a él, en los MTV 19º GMA ganó los premios a mejor artista femenina, mejor videoclip y mejor álbum. Más tarde, con motivo de la edición china del álbum X de Kylie Minogue, Jolin hizo un dueto con ella para la canción "In My Arms". En noviembre de 2008, salió a la venta Love Exercise, el primer full-álbum de remakes en inglés. En el mismo año, fue elegida como invitada para cantar la canción de los Juegos Olímpicos de Beijing, "Beijing Welcomes You" (北京歡迎你). Cabe destacar que en el 2008, la canción "Love Love Love" entró en las listas de música de los Países Bajos.[cita requerida]

### Warner
Tuvieron que pasar dos años para poder escuchar un nuevo CD de Jolin en chino, en este caso, de la mano de Warner TW. Butterfly (花蝴蝶), el nombre del disco, salió a la luz el 27 de marzo de 2009. La promoción del álbum vino acompañada de 16 trajes con un precio de $2,5 millones, seis de ellos traídos de USA. Jolin viajó hasta los Estados Unidos para aprender diferentes tipos de coreografías de la mano de Jonte, coreógrafo de Beyoncé, entre otros. El sencillo con el que se dio a conocer el disco fue Real Man (大丈夫) feat. Nick Chou, cuyo videoclip fue emitido por primera vez en una de las mayores pantallas LED de Asia, en Beijing. A este sencillo le sucederían: la balada rock compuesta por F.I.R. "Compromise" (妥協), "Butterfly" (花蝴蝶), "Slow Life" (愈慢愈美麗) y "Accompany with Me" (我的依賴). La canción "Slow Life" ha sido usada por 3.000 escuelas en Taiwán como campana. A lo largo del 2009, el álbum Butterfly ha liderado la lista de ventas en Taiwán, convirtiéndose en el mayor #1 del año en el país. A este disco le continuaría un miniálbum lanzado el día de su cumpleaños como regalo a los seguidores, el cual contenía 1 CD con canciones en directo y 2 DVD concierto, Love & Live (單身情歌‧萬人舞台 2009特別紀念版).[cita requerida]
El esfuerzo realizado durante toda su carrera la ha llevado a tener diferentes lesiones por el cuerpo. La última fue en el 2006, y se agravó en el 2009. Por ello, tuvo que tomarse unas vacaciones y parar durante unos meses las diferentes promociones que exigía el contrato. Tras su descanso, se esperó un nuevo CD para el 2010 bajo el sello de Warner TW.[cita requerida]
A mediados del 2010, se empezaron a dar a conocer datos sobre ese esperado álbum, carente de covers, totalmente original, en el cual Jolin se volcó por completo, participando en la producción de éste así como en la elección del estilo de música, llegando a exigir una canción de la que Warner tenía sus dudas por el estilo. En un principio, este disco iba a llamarse Vogue-ing, pero debido a las críticas que Jolin quería evitar, llegó a cambiarlo por Myself. La sesión de fotos también fue criticada, por lo cual esas fotos no se han utilizado hasta el día de hoy. El álbum se puso a la venta en diferentes ediciones, CD normal, con photobook en Corea, con un bolso diseñado por la misma Jolin y unos auriculares. El primer sencillo del álbum, "Honey Trap" (美人計), lideró las listas de Taiwán durante una temporada, convirtiéndose en el mayor éxito del año. El videoclip se rodó en Corea del Sur, pagando un gran dinero por conseguir al aclamado director de U-Go-Girl de Lee Hyo-ri. Para la coreografía de la canción, contrató al coreógrafo de TVXQ, Ahn Hyung-suk, y a Benny Ninja para sus pasos de Vogue. Tras la salida del primer sencillo, se filtraron otras dos canciones que causaron bastante éxito en China, "Take Immediate Action" (即時生效) y "Real Hurt" (小傷口), convirtiéndose luego en el 5º y 6º sencillo, respectivamente, de Myself. El segundo sencillo, "Love Player" (玩愛之徒), supuso una innovación en los MV de Jolin, con una escena de bañera y una faceta más sexy que las que acostumbradas en anteriores trabajos. El siguiente fue "Nothing Left to Say" (無言以對), primera balada de R&B de Jolin que incluye coreografía urbana. El cuarto sencillo fue "Butterflies in My Stomach" (七上八下).[cita requerida]
Tras el éxito del disco, que ocupó tres semanas consecutivas el #1 en diferentes listas, Warner decidió sacar una reedición del álbum, un pack de 2 discos y 2 DVD con los MV y el making of de cada uno, incluyendo el 2º CD remixes de las canciones movidas del álbum. El título de la reedición era Take 2 Myself - Dance with Me. Sumándose más copias vendidas con ese repackage, el 24 de diciembre, Jolin decidió dar comienzo al Tour Myself, carente de baladas, por lo cual los seguidores pudieron sumergirse en una fiesta al lado de la cantante. Las entradas se vendieron en una hora. Por el exceso de demanda de la gira, Jolin añadió un día más para que más seguidores pudieran disfrutarla, y la inauguración de la gira mundial fue los días 24, 25 y 26 de diciembre de 2010.[cita requerida]
Con motivo del concierto, se puso a la venta un Vinilo LP de edición limitada de solo remixes.[cita requerida]
La gira tiene pensado retomarse en mayo, tras otro merecido descanso, todo el mes de febrero y las siguientes prácticas para mejorar en las actuaciones.[cita requerida]

## Negocios
Aparte de ser cantante, Jolin también posee diferentes proyectos: Oops! Jealous, marca creada en el 2006. Se trata de una línea de esmaltes y cosméticos para uñas diseñados por Jolin.[cita requerida]
Seventy Two Changes es la línea de ropa basada en el estilismo de Jolin y el sencillo del 2003, See My 72 Changes. Junto con los creadores de la marca de Gwen Stefani, L.A.M.B., Jolin diseña su propia ropa, que se vende en diferentes puntos de los Estados Unidos y se está usando en Asia.[cita requerida]

## Discografía

### Álbumes de estudio
- 1019 (10 de septiembre de 1999)
- Don't Stop (26 de abril de 2000)
- Show Your Love (22 de diciembre de 2000)
- Lucky Number (7 de julio de 2001)
- Magic (7 de marzo de 2003)
- Castle (27 de febrero de 2004)
- J-Game (25 de abril de 2005)
- Dancing Diva (12 de mayo de 2006)
- Agent J (27 de septiembre de 2007)
- Butterfly (27 de marzo de 2009)
- Myself (10 de agosto de 2010)
- Muse (14 de septiembre de 2012)
- Play (15 de diciembre de 2014)
- Ugly Beauty (26 de diciembre de 2018)

### Álbumes en inglés
- Love Exercise (31 de octubre de 2008)

### Álbumes compilaciones
- Together (2002)
- The Age of Innocence (2003)
- Born to Be a Star (2004)
- J-Top (2006)
- Final Wonderland (2007)
- Jeneration (2009)
- Ultimate (2012)

### Álbumes en vivo
- J1 Live Concert (2005)
- If You Think You Can, You Can (2007)
- Love & Live (2009)
- Myself World Tour (2013)
- Play World Tour (2018)

### Colaboraciones
- I Wanna Know (con Alesso) (2016)
- Play Remix (con Alesso) (2016)
- EGO-HOLIC (con Starr Chen) (2016)
- We Are One (con Hardwell) (2017)

## Filmografía

### Películas
- Six Friends (2001)
- Come to My Place (2002)
- In Love (2002)
- Hi Working Girl (2003)
- Agent J (2007)

### Programas de variedades
| Año  | Programa              | Notas                                   |
| ---- | --------------------- | --------------------------------------- |
| 2019 | Idol Producer 2       | mentora                                 |
| 2017 | Ace vs Ace            | (episodio #2.04) - invitada             |
| 2016 | Chef Nic (十二道锋味) |                                         |
| 2016 | Go, Fighting!         | (episodio #1.05 + concierto) - invitada |
| 2016 | Day Day Up            | invitada - junto a Ma Long              |

## Giras musicales
- J1 World Tour (2004 - 2006)
- Dancing Forever World Tour (2006 - 2009)
- Myself World Tour (2010 - 2013)
- Play World Tour (2015 - 2016)
- Ugly Beauty World Tour (2019 - 2020)